# Projeto de lei de Indiana sobre Pi

O círculo modelo de Goodwin conforme descrito na seção 2 do projeto de lei. Ele tem um diâmetro de 10 e uma circunferência alegada de "32" (não 10π ≈ 31,4159); a corda de 90° tem um comprimento declarado como "7" (não 5√2 ≈ 7,0710)

O projeto de lei de Indiana sobre Pi (em inglês:  Indiana Pi Bill) é o nome popular do projeto de lei nº 246 da sessão de 1897 da Assembleia Geral de Indiana, uma das tentativas mais notórias de estabelecer a verdade matemática por decreto legislativo. Apesar de seu nome, o principal resultado reivindicado pelo projeto de lei é um método para a quadratura do círculo, em vez de estabelecer um certo valor para a constante matemática π, a razão entre o comprimento da circunferência e o seu diâmetro. O projeto de lei, escrito por matemático amador Edward J. Goodwin, implica vários valores incorretos de π, tais como 3.2.
O projeto nunca se tornou lei, devido à intervenção do professor C. A. Waldo, da Universidade de Purdue, que estava presente na legislatura no dia em que o projeto de lei passou para votação.
A impossibilidade da quadratura do círculo usando apenas régua e compasso, suspeita desde a antiguidade, foi rigorosamente comprovada em 1882 por Ferdinand von Lindemann. Melhores aproximações de π do que as implícitas no projeto são conhecidas desde a antiguidade.

## História legislativa

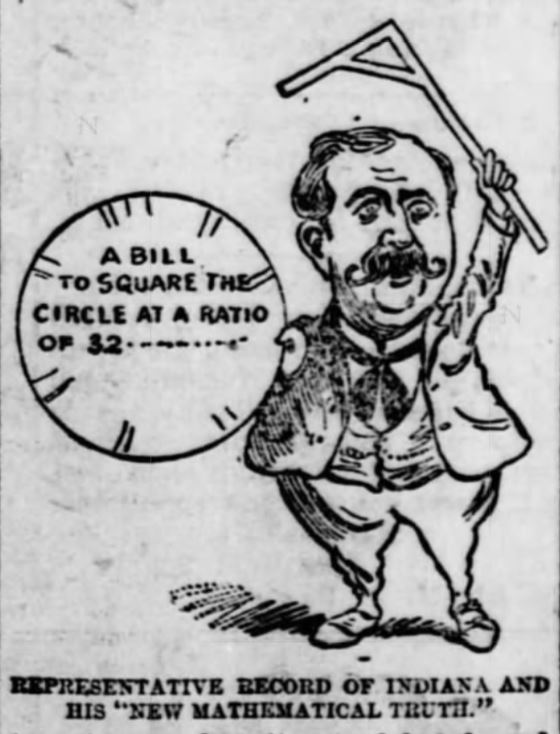
Uma charge política de 1897 zombando do projeto de lei de Indiana sobre Pi

Em 1894, o médico e matemático amador de Indiana Edward J. Goodwin (ca. 1825-1902) acreditava ter descoberto uma forma correta de realizar a quadratura do círculo. Ele propôs um projeto de lei para o deputado estadual Taylor I. Record, que Record apresentou na Casa sob o longo título "Um projeto de lei para um ato introduzindo uma nova verdade matemática e oferecido como uma contribuição para a educação, a ser usado apenas pelo Estado de Indiana, livre de custos, através do pagamento de royalties seja qual for o mesmo, desde que seja aceito e adotado pela ação oficial do Legislativo de 1897".
O texto do projeto de lei consiste em uma série de alegações matemáticas (detalhadas abaixo), seguidas por uma recitação das realizações anteriores de Goodwin:
... suas soluções da trissecção do ângulo, duplicação do cubo e quadratura do círculo já tendo sido aceitas como contribuições à ciência pela American Mathematical Monthly ... E que seja lembrado que os corpos científicos desistiram há bastante tempo dos problemas mencionados por considerá-los mistérios insolúveis e acima da capacidade humana de compreensão.
As "soluções" de Goodwin foram, de fato, publicadas no American Mathematical Monthly, embora com um aviso "publicado a pedido do autor".
Após a sua introdução na câmara de representantes de Indiana, a redação e o tópico do projeto de lei causaram confusão entre os membros; um membro de Bloomington propôs que ele fosse encaminhado para o Comitê de Finanças, mas o Orador aceitou outro a recomendação de outro membro de referir o projeto de lei à Comissão de Pântanos, onde a lei pudesse "encontrar uma merecida sepultura". Ele foi transferido para a Comissão de Educação, que se posicionou favoravelmente; seguindo uma moção para suspender as regras, o projeto de lei foi aprovado no dia 6 de fevereiro, sem um voto contrário. A notícia do projeto de lei ocasionou uma resposta alarmada do Der Tägliche Telegraph, um jornal de língua alemã, em Indianápolis, que considerava o evento com muito menos a favor do que seus concorrentes de língua inglesa. Com a conclusão deste debate, o professor C. R. Waldo, da Purdue University, chegou em Indianápolis para fixar a dotação anual para a Academia de Ciências de Indiana. Um deputado entregou-lhe o projeto, oferecendo-se para apresentá-lo ao gênio que o escreveu. Ele recusou, dizendo que ele já havia conhecido tantas pessoas loucas quantas ele gostaria.
Quando ele alcançou o Senado de Indiana, o projeto de lei não foi tratado tão gentilmente, pois Waldo tinha treinado os senadores anteriormente. O comitê para o qual ele tinha sido atribuído se posicionou desfavoravelmente, e do Senado, apresentou-o em 12 de fevereiro; estava quase passado, mas a opinião mudou quando um senador observou que a Assembleia Geral não tinha o poder de definir a verdade matemática. Influenciando alguns dos senadores estava um relatório que os principais jornais, como o Chicago Tribune, começaram para ridicularizar a situação.

De acordo com o artigo do Indianapolis News de 13 de fevereiro, página 11, coluna 3:.
.. o projeto de lei foi trazido à tona e ridicularizado. Os Senadores fizeram trocadilhos ruins sobre o projeto, o ridicularizaram e riram dele. A diversão durou meia hora. O senador Hubbell disse que não era apropriado para o Senado, que estava custando ao Estado $250 por dia, desperdiçar o seu tempo em tais frivolidades. Ele disse que, na leitura dos principais jornais de Chicago e do Oriente, ele descobriu que a Legislatura do Estado de Indiana já havia se sujeitado ao ridículo pelas ações que já haviam sido tomadas sobre o projeto de lei. Ele pensou que a consideração de tal proposição não era digna ou merecedora do Senado. Ele fez uma moção para o adiamento indefinido do projeto de lei, e a moção foi realizado.

## Matemática

### Aproximação deπ
Embora o projeto de lei tenha se tornado conhecido como o "projeto de lei do pi" (em inglês:  Pi Bill), o seu texto sequer menciona o nome "pi", e Goodwin parece ter pensado sobre a razão entre a circunferência e o diâmetro de um círculo como algo distintamente secundário ao seu objetivo principal que era a quadratura do círculo. Perto do final da seção 2 aparece a seguinte passagem:
Além disso, ele revelou a razão entre a corda e do arco de noventa graus, que é como a de sete para oito, e também a relação entre a diagonal e um lado de um quadrado, que é como a de dez para sete, revelando o quarto fato importante, de que a razão entre o diâmetro e a circunferência é como a de cinco-quartos para quatro[.]
Isso chega perto de uma afirmação explícita de que {\textstyle \pi ={\frac {4}{1,25}}=3,2}, e que {\textstyle {\sqrt {2}}={\frac {10}{7}}\approx 1,429}.
Esta citação é frequentemente lida como três afirmações mutuamente incompatíveis, mas elas se encaixam bem se a declaração sobre {\textstyle {\sqrt {2}}} é interpretada como sendo sobre o quadrado inscrito (com o diâmetro do círculo como diagonal), ao invés do quadrado sobre o raio (com a corda de 90° como diagonal). Juntos, eles descrevem o círculo mostrado na figura, cujo diâmetro é 10 e a circunferência é 32; a corda de 90° é considerada como 7. Ambos os valores 7 e 32 são poucos por cento dos verdadeiros comprimentos para um círculo de diâmetro 10 (o que não justifica Goodwin apresentá-los como exatos). A circunferência deve estar mais próxima de 31.4159 e a diagonal "7" deve ser a raiz quadrada de 50 (=25+25), ou mais próxima de 7.071.

### Área do círculo
O objetivo principal de Goodwin não era medir comprimentos no círculo, mas fazer a sua quadratura, que ele interpretou literalmente como encontrar um quadrado com a mesma área do círculo. Ele sabia que a fórmula de Arquimedes para a área de um círculo, que é dada pelo produto do diâmetro por um quarto da circunferência, não é considerada uma solução para o antigo problema da quadratura do círculo. Isso é porque o problema é a construção da área, utilizando apenas régua (não graduada) e compasso, e Arquimedes não forneceu um método para a construção de um segmento de reta com o mesmo comprimento da circunferência. Aparentemente, Goodwin desconhecia este requisito central; ele acreditava que o problema com a fórmula de Arquimedes era que ela desse resultados numéricos incorretos, e que a solução do antigo problema deveria consistir de substituí-la por uma fórmula "correta". No projeto de lei ele propos, sem argumento, o seu próprio método:
Foi encontrado que uma área circular está para o quadrado em uma linha igual ao quadrante da circunferência, assim como a área de um retângulo equilátero está para o quadrado sobre um lado.
Isso parece desnecessariamente complicado, já que um "retângulo equilátero" é, por definição, um quadrado. Em termos simples, a afirmação é a de que a área de um círculo é o mesmo que a de um quadrado com o mesmo perímetro. Esta afirmação resulta em outras contradições matemáticas que Goodwin tenta responder. Por exemplo, logo após a citação acima o projeto de lei continua dizendo:
O diâmetro empregado como unidade linear de acordo com a regra atual no cálculo da área do círculo é totalmente errado, pois representa a área do círculo com um e um quinto da área de um quadrado cujo perímetro é igual à circunferência do círculo.
No círculo modelo acima, a área Arquimediana (aceitando os valores de Goodwin para a circunferência e o diâmetro) seria 80, enquanto que a regra proposta por Goodwin leva a uma área de 64. Agora, 80 excede 64 por um quinto de 80, e Goodwin parece confundir {\textstyle 64=80\times {\bigl (}1-{\tfrac {1}{5}}{\bigr )}} com {\textstyle 80=64\times {\bigl (}1+{\tfrac {1}{5}}{\bigr )}}, uma aproximação que funciona somente para frações muito menores do que ⁠1/5⁠.
A área encontrada pela regra de Goodwin é ⁠π/4⁠ vezes a verdadeira área do círculo, que em muitos relatos do projeto de lei sobre Pi é interpretado como uma afirmação de que π = 4. No entanto, não há nenhuma evidência interna no projeto de lei de que Goodwin pretendesse fazer tal afirmação; pelo contrário, ele nega repetidamente que a área do círculo tenha algo a ver com o seu diâmetro.
O erro relativo da área de 1 − ⁠π/4⁠  é de cerca de 21 por cento, o que é muito mais grave do que as aproximações dos comprimentos no círculo modelo da seção anterior. É desconhecido o que fez Goodwin acreditar que sua regra pudesse estar correta. Em geral, figuras com o mesmo perímetro não terão a mesma área (ver desigualdade isoperimétrica); a demonstração típica deste fato é a comparação de uma forma longa e fina, que cerca uma pequena área (a área aproximando-se de zero conforme a largura diminui) a uma de mesmo perímetro, cuja altura seja aproximadamente igual à largura (a área aproximando-se do quadrado da largura), obviamente de maior área.